# Балун
Балун (balun) е електрическо устройство, което прави връзката между балансиран и небалансиран сигнал. Той използва някои от принципите на трансформатора. Балунът често изпълнява ролята на съгласуващ импедансите елемент между антената и радиоапаратурата при честоти в широк диапазон. По-масово се използва за съглануване на кабелните импеданси при видеосистеми с усукана двойка. В други случаи балунът има и филтърна функция. Някои стандартни индуктивни елементи също могат да изпълняват ролята на балун. Според работната честота като магнитопровод, балунът може да използва ферит, или изцяло немагнитен материал при високите честоти.